# Embarcadero Technologies
Embarcadero Technologies este o companie americană, cu sediul central în San Francisco și care dezvoltă instrumente pentru baze de date precum și pentru diferite medii de programare precum C++, Java, Delphi, Ruby, Delphi Prism si PHP.
Sediul din România este in Iași la World Trade Center.